# Larinia minor
Larinia minor là một loài nhện trong họ Araneidae.
Loài này thuộc chi Larinia. Larinia minor được Elizabeth Bangs Bryant miêu tả năm 1945.